# Heteropoda davidbowie
Heteropoda davidbowie  es una especie de araña de araneomorfa de la familia Sparassidae.  Fue hallada en Malasia por Peter Jaeger, y nombrada en honor al cantante David Bowie. Muchas de esas especies están amenazadas. Es una especie grande, amarillenta, y pilosa.

## Taxonomía
Heteropoda davidbowie fue descrito por primera vez por Peter Jäger en 2008, basado en un espécimen recogido por G. Ackermann en 2007 en las tierras altas de Cameron de Malasia peninsular. El nombre de la especie honra a David Bowie, con especial referencia a canciones como "Glass Spider" (del álbum 1987 Never Let Me Down), y el parecido de la vista frontal de la araña a la cara pintada del cantante en su carrera temprana.

## Descripción
Son sexualmente dimórficos y la longitud del cuerpo varía de mediano a grande: el macho 15.3 – 18.2 milímetros; la hembra mide entre 21.3 – 25.3 mm. Los machos tienen un dorso marrón rojizo en general con distintos pelos de colores brillantes formando parches y líneas. En su cuerpo tiene pelo corto denso, intercalado con largos y  prominentes pelos de color naranja brillante. La mitad posterior del cuerpo tiene una línea roja distinta, rodeada de pelos rojos. Sus pedipalpos son negros, y las piernas carecen de un patrón distinto. Las hembras son similares a los machos, pero la coloración dorsal de la hembra puede variar de grisáceo a marrón rojizo. Sus piernas se anulan con manchas oscuras en regiones brillantes, y hay una mancha triangular prominente en el ventral entre el surco epigástrico y las hileras.